# Taishan Bixia Ci
Taishan Bixia Ci (chinesisch 泰山碧霞祠  oder kurz Bixia Ci 碧霞祠 „Tempel der Prinzessin der Azurblauen Wolke“) ist ein bedeutender daoistischer Tempel im Tai Shan auf dem Gebiet der Stadt Tai’an in der chinesischen Provinz Shandong. Er wurde 1009 erbaut und während der Ming- und Qing-Dynastien restauriert und erweitert. Er ist vor allem ein Pilgerziel von Frauen. 